# Mamelon invaginé

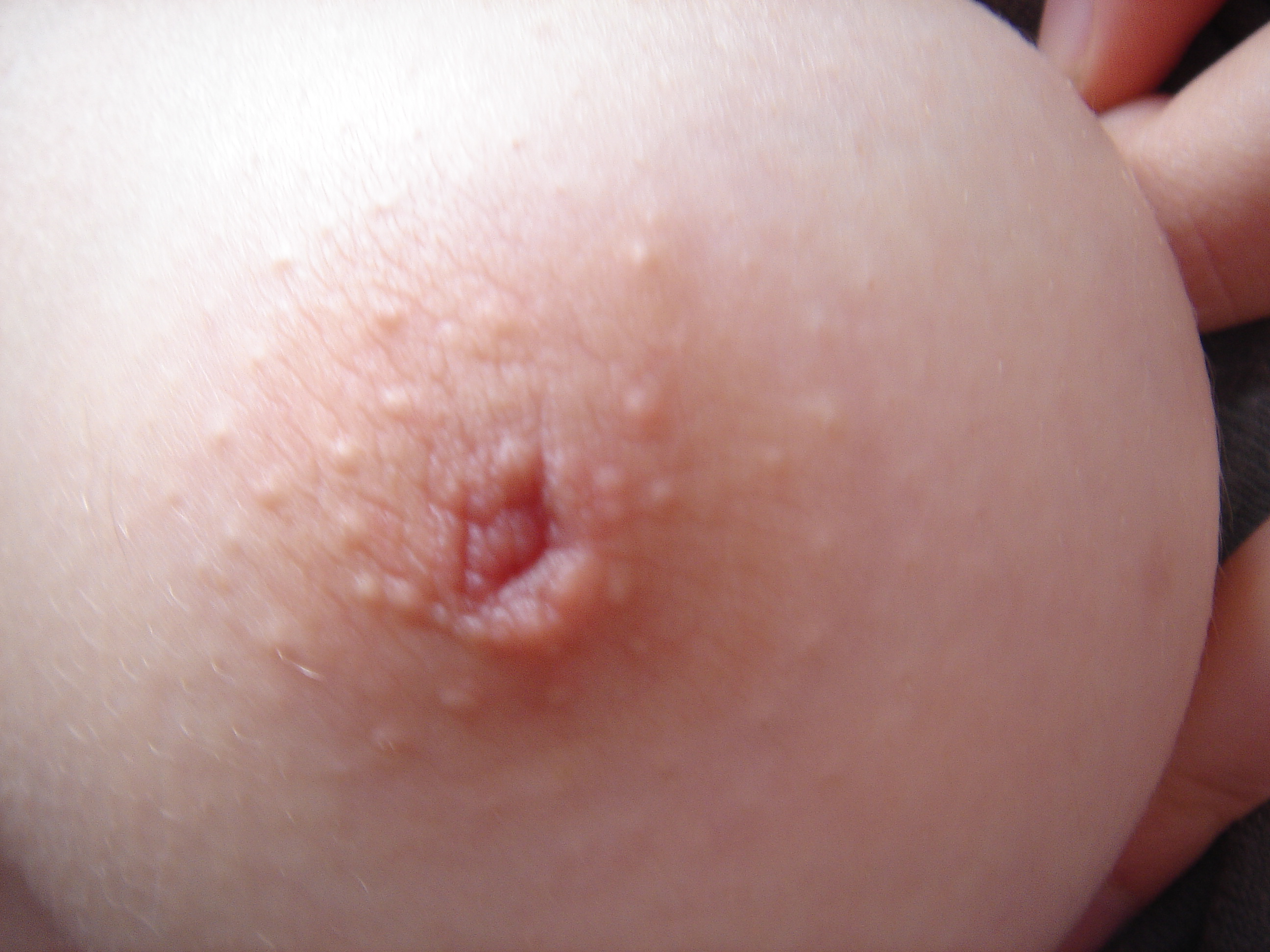
Mamelon inversé

Un mamelon invaginé (parfois appelé mamelon ombiliqué ou mamelon  inversé) est une situation où le mamelon, au lieu de pointer à l'extérieur, est rétracté dans la poitrine. Plus précisément, on parle d'un mamelon ombiliqué ou inversé lorsque l'inversion est fixe, et de mamelon invaginé ou rétracté lorsqu'il est possible de l'extérioriser en le pinçant légèrement. Les hommes et les femmes sont susceptibles d'avoir des mamelons inversés.

## Causes
L'invagination est due à des canaux galactophores trop courts ou enroulés sur eux-mêmes. L'origine la plus fréquente est de nature congénitale. Cette invagination peut toutefois avoir d'autres origines : cancer du sein ou abcès sous-alvéolaire.
10% des femmes sont nées avec cette condition.

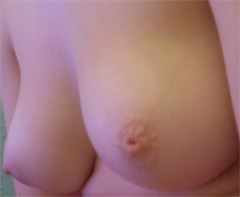
Femme présentant un mamelon normal à gauche, et un mamelon invaginé à droite

## Stades
Il y a trois stades de mamelons inversés, défini par la facilité à déployer le mamelon et le degré de fibrose présent ainsi que les dégâts causés aux canaux galactophores.
Le stade 1 est attribué aux mamelons qui peuvent être facilement sortis, en pressant la zone aréolaire avec les doigts. Ils maintiennent leur position et rarement rétractent, ils peuvent également sortir sans aucune manipulation. Le canal galactophore n'est habituellement pas endommagé et l'allaitement est possible. On estime qu'il n'y a pas ou peu de fibrose dans ce cas. 
Le stade 2 est un mamelon qui peut être sorti mais pas aussi facilement que le stade 1, en revanche il se rétracte dès que la pression est relâchée. L'allaitement est possible bien que très difficile. Le stade 2 a un degré moyen de fibrose. Le canal galactophore est modérément rétracté cependant, il n'y a pas nécessité de le couper pour enlever la fibrose.
Le stade 3 décrit une importante inversion du mamelon qui peut rarement être sorti manuellement et aura besoin d'une opération chirurgicale afin d'être normal. Les canaux galactophores sont trop étroits et empêchent l'allaitement. Les femmes avec le stade 3 seront sujettes à des infections ou des problèmes relatifs à l'hygiène des mamelons. La fibrose est notable et le tissu mou est nettement insuffisant dans le mamelon.